# Soechoj

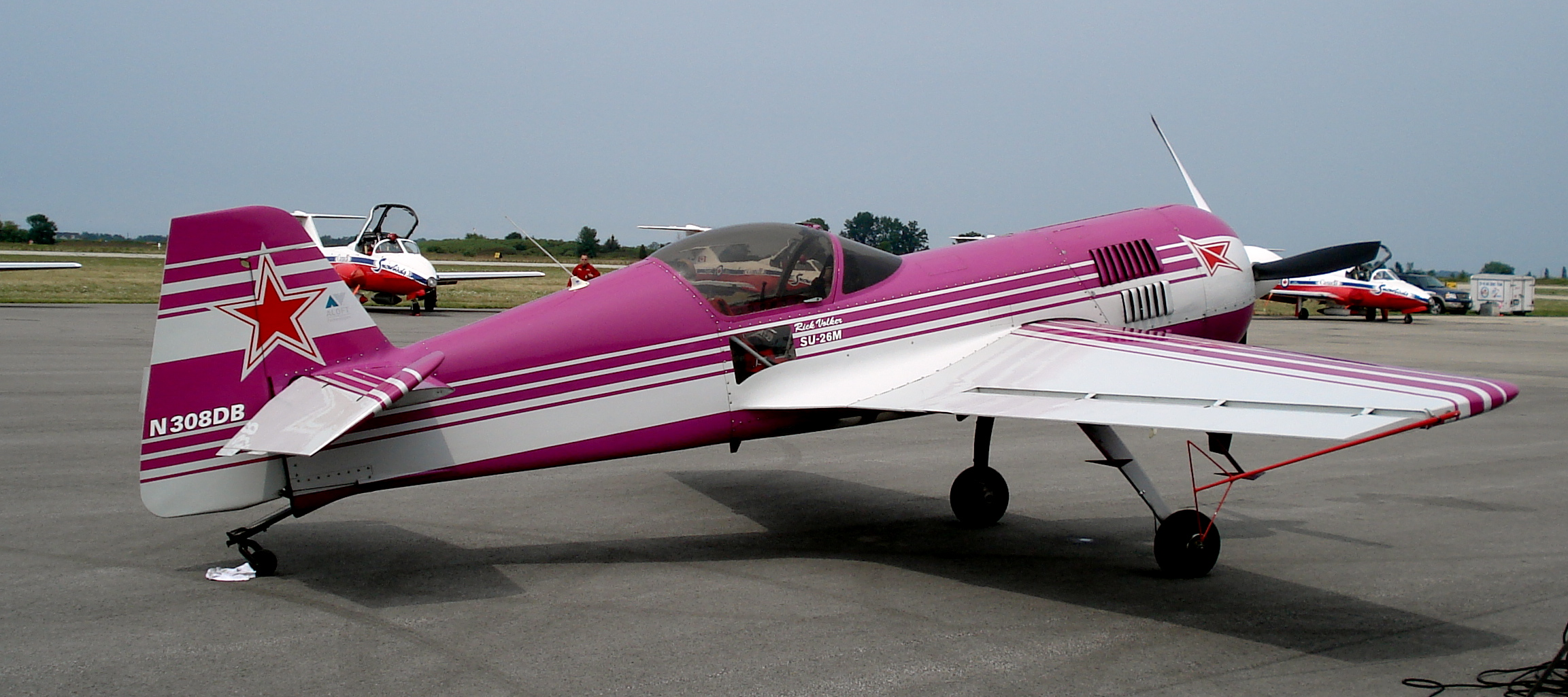
Soechoj Soe-26

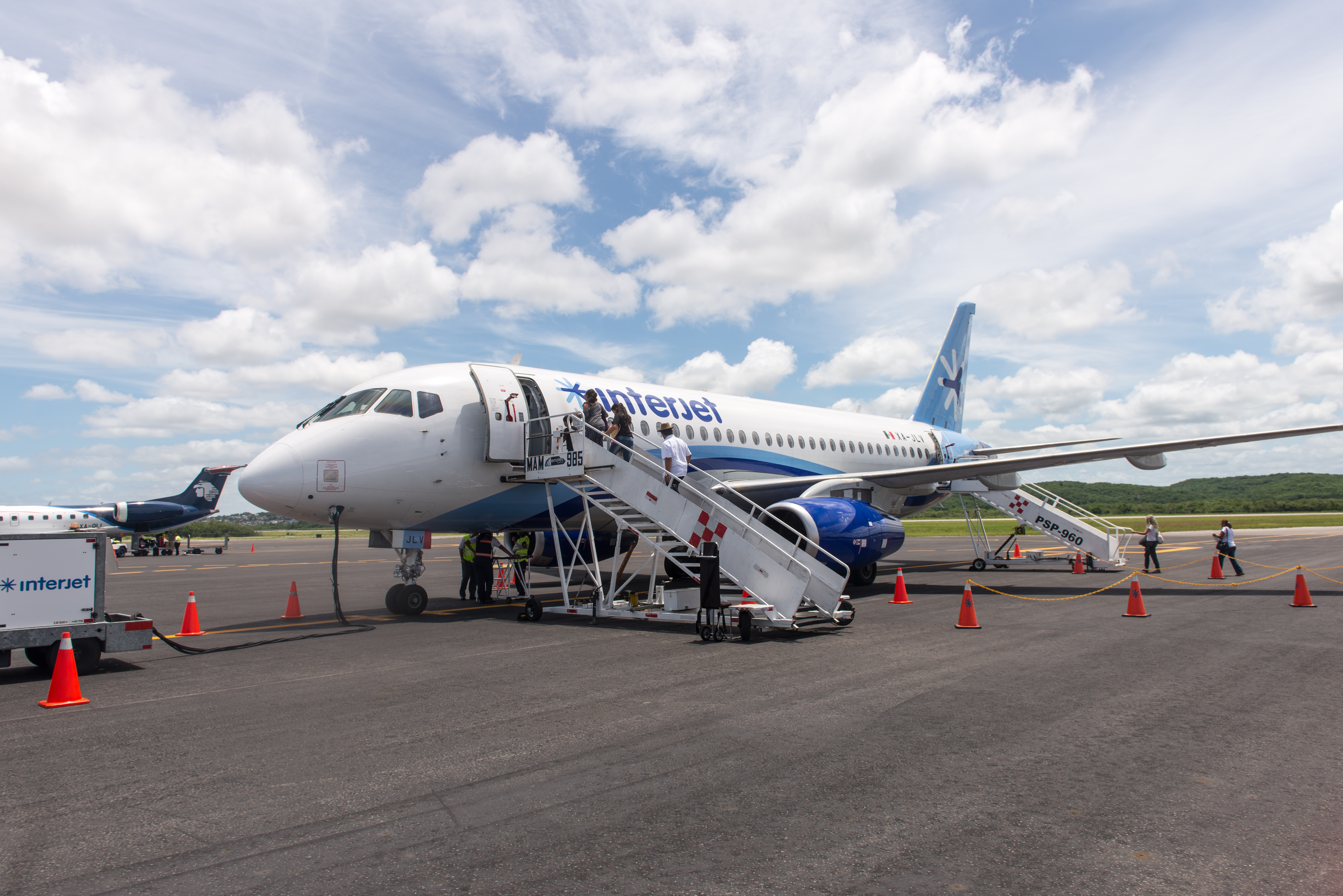
Soechoj Superjet 100 (Campeche, Mexico) 2015

Soechoj (Russisch: ОАО Компания Сухой (OAO Kompania Soechoj) is een Russische vliegtuigfabrikant en vliegtuigontwerpbureau. Het bedrijf heeft gevechtsvliegtuigen ontwikkeld. De civiele divisie van Soechoj maakt stuntvliegtuigen.

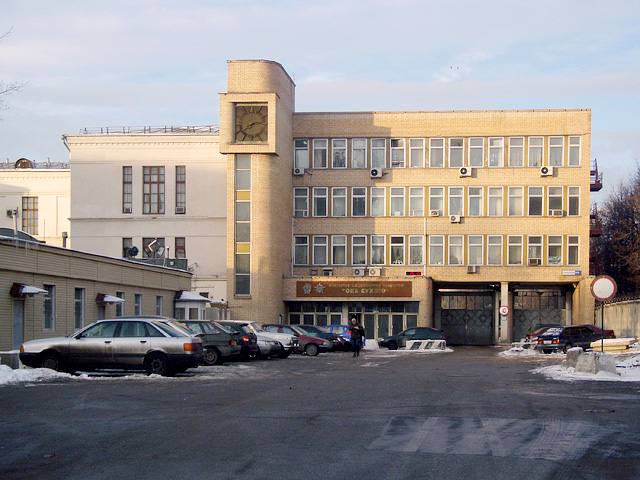
Het hoofdkantoor van Soechoj

## Geschiedenis
De basis voor Soechoj werd gelegd toen Pavel Soechoj in oktober 1930 de leiding van Team 4 van het Centraal Aerodynamica Instituut overnam. Voor de productie van de BB-1 (later Soe-2) werd Pavel Soechoj op 29 juli 1939 benoemd tot hoofdontwerper van het team en kreeg het team een autonome status als ontwerpbureau. Hiervoor werd het team naar Charkiv verhuisd en OKB-51 genoemd.
Tijdens de Tweede Wereldoorlog introduceerde Soechoj als eerste het gebruik van een remparachute.
In 1949 werd het ontwerpbureau OKB-51 opgeheven, om in 1953 weer opgericht te worden, hoofdzakelijk om straaljagers te ontwerpen. In de jaren 50 werd de Soe-17 het eerste vliegtuig met zwenkvleugels in de Sovjet-Unie.
In 1969 begon de ontwikkeling van de Soe-27. Dit vliegtuig vloog voor het eerst in 1977. Later werden vanuit de Soe-27 onder andere de Soe-30, Soe-33 en Soe-34 ontwikkeld. Vanwege het feit dat de Soe-27 en haar varianten erg wendbaar zijn, worden ze ook gebruikt op luchtvaartshows. Tot de toepassing van stuwstraalbesturingssystemen op vliegtuigen was de Soe-27 het enige vliegtuig dat de Poegatsjov Cobra kon uitvoeren vanuit volledig horizontale vlucht.
In 1975 begon de ontwikkeling van de gepantserde Soe-25, een toestel dat veelvuldig ingezet zou worden bij de invasie van Afghanistan. Op 15 september van dat jaar overleed Pavel Soechoj. Twee jaar later, in maart 1977 werd de OKB omgedoopt in OKB Soechoj.
In de jaren 90 werd begonnen met de ontwikkeling van een de S-47 straaljager (Navo-codenaam Firkin) die voor het eerst vloog in 1997. Dit vliegtuig heeft naar voren gerichte vleugels in plaats van naar achteren zoals bij de meeste straaljagers. Soechoj claimt dat het vliegtuig daardoor nog wendbaarder is dan de Soe-27. Ook zou het vliegtuig moeilijker detecteerbaar zijn voor radar. Maar hierdoor wordt het vliegtuig niet een snel supersoon vliegtuig.
De ervaring opgedaan bij het ontwikkelen van militaire vliegtuigen werd door Soechoj toegepast bij het ontwikkelen van stuntvliegtuigen. De nationale teams van de Sovjet-Unie en later Rusland hebben meer dan 300 medailles gewonnen met de Soe-26, Soe-29 en Soe-31.
Sinds de jaren 90 richt Soechoj zich met de Soe-80 en de Soechoj Superjet 100 (een modulaire passagiersstraaljager) ook op de civiele luchtvaart. Momenteel zijn de Soechoj SSBJ in ontwikkeling, een supersonische privéjet en de Soechoj Soe-57, de beoogde opvolger van de Mikojan-Goerevitsj MiG-29 en Soechoj Soe-27.

## Bedrijfsstructuur
Soechoj heeft lange tijd bestaan als een zogenaamde OKB, een experimenteel constructiebureau. In 1997 werd het echter omgezet in een staatsbedrijf. Soechoj bestaat uit een holdingmaatschappij met daarin zes bedrijven:
- Soechogo ontwerpbureau (ОКБ Сухого), het vroegere Soechoj OKB waar Soechoj een belang van 50% + 1 aandeel in heeft. In het Sovjet-tijdperk hadden OKBs de opdracht om dingen te ontwikkelen en prototypes te bouwen, terwijl de productie uitbesteed werd aan andere organisaties.
- Soechogo Civiele Vliegtuigen (Гражданские самолеты Сухого) waar de holding een belang van 86,84% in heeft.
- KnAAPO (КнААПО: Комсомольское-на-Амуре авиационное производственное объединение), Komsomolsk aan de Amoer vliegtuigproductiemaatschappij, voor 74,5% eigendom van de Soechoj-holding. KnAAPO is opgericht in 1934.[6] In de Sovjet-tijd maakten ze ook de vliegtuigen van andere ontwerpers zols Toepolev, Iljoesjin, Mikojan en Beriev.[7]
- NAPO (НАПО: Новосибирское авиационное производственное объединение), Novosibirsk vliegtuigproductiemaatschappij is ook een van de vliegtuigfabrieken voor Soechoj en is ook voor 74,5% eigendom van de Soechoj-holding.
- Irkoet (Иркут) richt zich vooral op de productie van de vliegtuigen. Ook wordt hier Soechoj UAV ontwikkeld. De holding Soechoj heeft hierin een minderheidsbelang van 13,2%.
- TANTK (ТАНТК), het vroegere Centraal Ontwerpbureau voor amfibische vliegtuigen waar de vliegtuigen van Beriev gebouwd en onderhouden worden. De holding Soechoj heeft hierin een belang van 38%.